# Love Song (bài hát của Sara Bareilles)
"Love Song" là một bài hát của nữ ca sĩ kiêm sáng tác người Mỹ Sara Bareilles, được phát hành làm đĩa đơn đầu tay của cô trích từ album Little Voice vào tháng 6 năm 2007 bởi hãng đĩa Epic Records. Bài hát được đề cử cho 2 giải Grammy cho "Bài hát của năm" và "Trình diễn giọng pop nữ xuất sắc nhất" trong mùa giải lần thứ 51.
Đây hiện vẫn đang là đĩa đơn thành công nhất của Bareilles tại Hoa Kỳ khi đạt đến ngôi đầu bảng tại Pop 100, các bảng tổng sắp cuối năm tại Hot Adult Pop Songs và Hot Adult Contemporary Tracks, cũng như trụ hạng trên Billboard Hot 100 trong vòng 41 tuần lễ liên tiếp. Đây cũng được xem là đĩa đơn đột phá nhất trong sự nghiệp của Bareilles, với lượng doanh số áp đảo so với bất kì đĩa đơn nào khác của cô.